# Гормон росту 2
Гормон росту 2 (англ. Growth hormone 2) – білок, який кодується геном GH2, розташованим у людей на довгому плечі 17-ї хромосоми. Довжина поліпептидного ланцюга білка становить 217 амінокислот, а молекулярна маса — 25 000.
| 10         |  | 20         |  | 30         |  | 40         |  | 50         |
| ---------- |  | ---------- |  | ---------- |  | ---------- |  | ---------- |
| MAGSRTSL   |  | LAFGLCLSW  |  | LQEGSAFPTI |  | PLSRLFDNAM |  | LRARLYQLA  |
| YDTYQEFEA  |  | YILKEQKYSF |  | LQNPQTSLCF |  | SESIPTPSNR |  | VKTQKSNLE  |
| LRISLIQ    |  | SWLEPVQLR  |  | SVFANSLVYG |  | ASDSNVYRHL |  | KDLEGIQTL  |
| MWRLEDGSPR |  | TGQIFNQSYS |  | KFDTKSHND  |  | ALKNYGLY   |  | CFRKDMDKVE |
| TFLRIVQCRS |  | VEGSCGF    |  |            |  |            |  |            |

Цей білок за функціями належить до гормонів, фосфопротеїнів. 
Задіяний у такому біологічному процесі, як альтернативний сплайсинг. 
Секретований назовні.